# テレボヴリ公国
テレボヴリ公国（ウクライナ語: Теребовлянське князівство）とは、中世ルーシにおいてテレボヴリ（現テレボーウリャ）を首都として成立した政権である。1092年にヴォルィーニ公国から分離・独立したが、1141年からガーリチ公国、1199年からガーリチ・ヴォルィーニ公国に属した。テレボヴリ公国は現ハルィチィナー地方の南西から、ポジーリャ、ブコビナにかけての地域を領有していた。

## 歴史
1084年、ヴォルィーニ公ヤロポルクが、ガーリチ・ロスチスラフ家に敗れた後、ガーリチ・ロスチスラフ家門のヴァシリコがテレボヴリ公となった。ヴァシリコはテュルク系遊牧民（ベレンデイ族、トルク族）を用いて、テレボヴリ公国の南東方面への植民政策を展開した。公国はポジーリャを獲得・防衛したが、それは同時にガーリチの発展を促した。
1097年のリューベチ諸公会議により、テレボヴリ公国はヴァシリコの世襲領土となることが決まったが、同じ年にヴァシリコは、テレボヴリ公国を狙うヴォルィーニ公ダヴィドに捕らえられ、目をえぐられた。続く1100年のヴィティチェフ諸公会議で、ヴァシリコはテレボヴリ公国の所有権を剥奪されることが決まったが、ガーリチ・ロスチスラフ家はこの決定を承認しなかった。
1124年のヴァシリコの死の後、テレボヴリ公国をテレボヴリとガーリチに分割して、ヴァシリコの2人の子が領有した。1125年から翌年にかけて、ヴァシリコの子たちはキエフ大公ムスチスラフ1世と共に、ハンガリー王の支援を受けていたズヴェニゴロド公ウラジーミルと対立していたペレムィシュリ公ロスチスラフを援助した。1141年にテレボヴリ公イヴァン（ヴァシリコの子）が死ぬと、ウラジーミル（上記のウラジーミル）がこの地を統合し、新たな政体としてガーリチ公国を創設した。テレボヴリ公国はガーリチ公国の一部となった。
13世紀初めの数年間（1210年頃）、イジャスラフ・ウラジミロヴィチが分領地の公としてテレボヴリ公位に就いていた。